# Hernando Arias de Saavedra
Hernando Arias de Saavedra (també conegut com a Hernandarias i nascut com Hernando Suárez de Toledo Saavedra y Sanabria Calderón) (Asunción, 1564 - Santa Fe, 1634) era un hidalgo, militar, conqueridor, colonitzador, explorador, funcionari i buròcrata rioplatenc, amb la notable particularitat d'haver estat el primer crioll que ocupés el lloc de governant d'una regió colonial.
Posseïdor de grans qualitats com a oficial i administrador, el portarien al nomenament com a tinent de governador d'Asunción a mitjan 1592 fins al 1594, sent també el 1593 governador interí rioplatenc, després d'un interregne de dos anys, i des de 1596 ocuparia successivament el càrrec titular de governador del Riu de la Plata i del Paraguai, fent-ho amb solvència durant tres períodes, fins al 1618, data en la qual la governació es dividiria per reial cèdula, demanada per ell mateix, en els seus dos components territorials.
Prèviament, com veí fundador de la ciutat de Concepción del Bermejo (acompanyant al futur tinent de governador Alonso de Vera y Aragón, «el Cara de Gos») a la regió del Chaco Austral, es convertiria en l'any 1585 en el seu primer alcalde. També va ser nomenat per un parell de dies, en forma interina, com a primer tinent de governador de Corrientes el 1588. A més va ocupar el càrrec titular de la tinença de govern de Santa Fe entre 1594 i 1596.
Era fill de Martín Suárez de Toledo (tinent de governador general d'Asunción i governador interí del Riu de la Plata i del Paraguai), i gendre de Juan de Garay (fundador de les ciutats de Santa Fe i Buenos Aires, que va ser el primer tinent de governador de Santa Fe, després d'Asunción i finalment, governador titular).

## Biografia fins als càrrecs de govern

### Origen familiar i joventut
Hernandarias de Saavedra va néixer l'any 1564 a la ciutat d'Asunción, capital de la governació del Riu de la Plata i del Paraguai, que formava part de l'aleshores gran Virregnat del Perú. Era fill legítim i segon fill de Martín Suárez de Toledo II y Saavedra i de Maria de Sanabria Calderón.
Va tenir cinc germanes que adoptarien diversos cognoms dels seus quatre avis: 
- Inés Suárez de Toledo,[3]
- Beatriz Suárez de Figueroa,[4]
- Ana Ocampo de Saavedra,[5]
- Juana de Saavedra i Sanabria.
- Francisca Suárez de Figueroa (documentada també com Francisca de Saavedra),[6]

També va tenir tres germans uterins, sent un d'ells, a més de dues dones, fra Hernando de Trejo y Sanabria Calderón, qui seria nomenat bisbe del Tucumán.

### Corregidor de Cuyo i alcalde de Concepción del Bermejo
Hernandarias va emprendre la carrera militar molt jove, i va participar de nombroses expedicions d'exploració i conquesta en els actuals territoris del Paraguai i de l'Argentina. Arribant al rang de capità, va succeir l'any 1583 al capità Alonso de Miranda en els llocs de maestre de camp, corregidor de Cuyo i lloctinent de capità general xilè, el qual estava ocupat des de setembre de aquest any per Alonso de Sotomayor y Valmediano.
Ocupant dit lloc, va participar en la fundació per Alonso Vera y Aragón de la ciutat de Concepción de Buena Esperanza (o del Bermejo) el 14 d'abril de 1585, a la regió del Chaco Austral que depenia de la Governació del Riu de la Plata i del Paraguai, el cabildo del qual, un cop organitzat, va ser el primer alcalde ordinari, per la qual cosa seria suplantat en el Corregiment de Cuyo, de la llavors jurisdicció de la Capitania General de Xile, pel capità Juan Martínez Palomeque a principis de 1586.

### Tinent de governador general d'Asunción i breu interinat
Els seus dots com a oficial i administrador el portarien als 30 anys al nomenament com a tinent de governador d'Asunción del 13 de juliol de 1592 fins al 1594, sent també governador interí el 1593 després d'un interregne de dos anys, i el 1596, ocuparia successivament el càrrec titular de governador rioplatenc, fent-ho amb solvència durant tres períodes.

## Governador del Riu de la Plata i del Paraguai

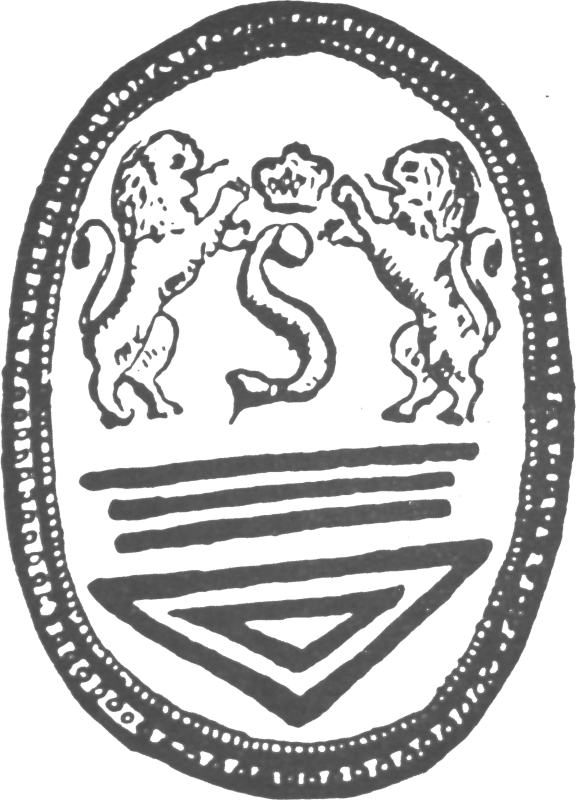
Segell utilitzat per Hernandarias

### Primer mandat titular en la governació
L'any 1596 va ser nomenat governador del Riu de la Plata i del Paraguai, sent el primer que havia nascut a Amèrica en exercir aquest lloc. Ostentaria el càrrec fins al 1599, data que el succeiria Diego Rodríguez Valdez y de la Banda.
Al morir a la ciutat de Santa Fe el nou governador Valdez y de la Banda el 20 de desembre de 1600, assumiria el gener de l'any següent com a tal, el seu lloctinent i tinent de governador general d'Asunción, Francés de Beaumont y Navarra, que havia arribat a Sud-amèrica el 1598 junt amb Rodríguez Valdez.

### Conflicte successori i segon mandat titular
A finals de 1601, per votació dels conqueridors, va ser triat Hernandarias com a governador interí, encara que Beaumont no acceptés cedir el poder. Però el 1r d'agost de 1602, per reial provisió, seria reconegut com a governador del Riu de la Plata i del Paraguai, lloc que ocuparia fins al 1609.
Durant el seu mandat va prendre nombroses mesures per estimular el creixement de la llavors petita vila portuària de Buenos Aires, incloent la creació de les primeres «escoles de primeres lletres», la instal·lació de forns de cocció de maons i teules per substituir la construcció de tova, i la reconstrucció del fortí que protegia la ciutat dels pirates.
A més, va ordenar la construcció d'una torrassa defensiva per al port, situada a la desembocadura Riachuelo, en l'actual Vuelta de Rocha, després del robatori i saqueig de dos navilis ancorats per part de corsaris anglesos el 18 de març de 1607. Va prendre també mesures contra el tràfic il·legal, causat per la prohibició del comerç de fruits de país i d'esclaus.
Durant el seu període com a governador del Riu de la Plata, Hernandarias va emprendre diversos viatges d'exploració, incloent expedicions a l'Uruguai i al Brasil per contenir als bandeirantes portuguesos i explorar la navegabilitat dels rius, i expedicions a la Patagònia per buscar la mítica ciutat dels Cèsars. En aquesta última, el 1604, que va ser un veritable fracàs, va ser capturat pels nadius tehueltxes gairebé 1.000 km al sud de Buenos Aires, encara que va poder escapar amb vida.
En 1603 Hernandarias va modificar la legislació sobre el treball dels aborígens, promovent la supressió de les mitas i comandes, per les quals els espanyols gaudien dels fruits de la feina dels nadius a canvi de la seva evangelització, en la pràctica inexistent. Va obtenir l'aprovació d'aquesta reforma per part del rei Felip III d'Espanya, i el 1608 es va disposar la creació de les reduccions jesuítiques i franciscanes a la regió del Guayrá (actual estat de Paraná, Brasil).

### Missions jesuïtes lliures de comanda
En 1612 el visitador Francisco de Alfaro va declarar lliures de comandes als indis convertits pels jesuïtes, i va dictar les seves famoses ordenances:
- Supressió de la feina servil dels pobles originaris.
- Prohibició del trasllat dels aborígens a més d'una llegua de distància de la seva residència habitual, i els que hagin estat traslladats d'una comanda a una altra seran retornats al seu lloc original.
- Anul·lació de tota compravenda d'indígenes.
- Llibertat de l'aborigen per elegir un patró, però sense comprometre's a servir més d'un any.
- Pagament d'una taxa anual de cinc pesos, o bé quaranta reals, que podien ser abonats amb productes de la terra o amb un mes de treball, i s'encarregaria del cobrament un justícia major o un alcalde.
- Formació de pobles indígenes regits per un alcalde de la mateixa ètnia.
- Reglamentació de la mita, establint-se que la remuneració no podia pagar-se en espècies, sinó en metàl·lic.

### Tercer mandat titular i la divisió del territori

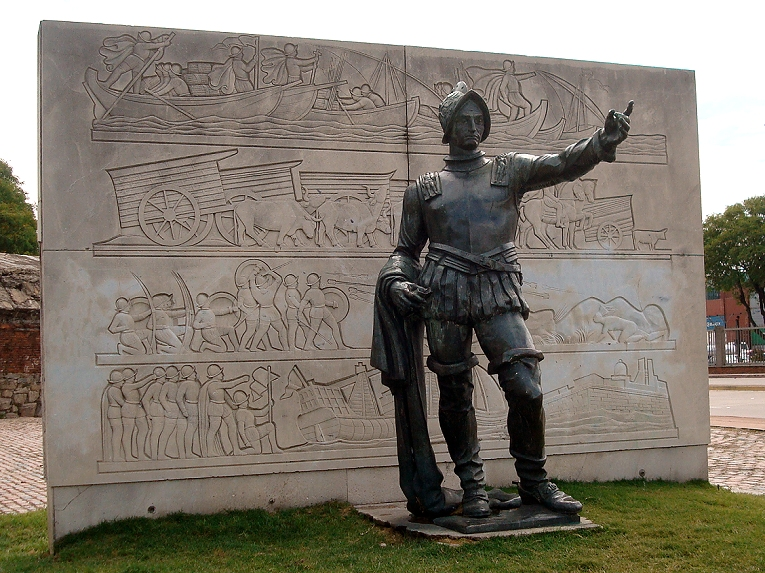
Monument a Hernandarias a Montevideo (Uruguay), d'Antonio Pena

El 3 de maig de 1615 va rebre novament títol de governador i el 16 de maig del mateix any nomenaria com a tinent de governador de Santa Fe al seu cunyat Juan de Garay «el Legítim».
En aquesta última gestió s'havia dedicat a l'organització interior de la governació rioplatenca i a mantenir estrictament els reglaments de l'oïdor Alfaro de 1612, que establia els drets i deures colonials dels aborígens.
També es va dedicar a la defensa de la seva jurisdicció com el fet d'haver rebutjat l'amenaça d'un corsari neerlandès que havia assolat a Buenos Aires. A més, a través del seu procurador, Manuel de Frías, qui havia estat tinent de governador de Buenos Aires, va actuar davant el rei Felip III d'Espanya, el qual reiterava al monarca les representacions per dividir el dilatat territori governamental.
En resposta va tenir la reial cèdula del 16 de desembre de 1617, la qual expressava que tant la Tinença de govern d'Asunción com les de Santiago de Jerez i del Guayrá (que abastava les viles de Villa Rica del Espíritu Santo i Ciudad Real) conformarien la nova governació del Paraguai, i d'aquesta manera, les altres de l'antiga governació Riu de la Plata-Paraguai (sent aquestes les tinences de govern de Buenos Aires amb la Banda Oriental, que incloïa Río Grande del Sur, la de Santa Fe, de Corrientes i de Concepción del Bermejo), es reunirien sota el nom administratiu de Governació de el Riu de la Plata. Finalment Hernandarias ho duria a terme al delegar el mandat el 17 de maig de 1618.
Frías va ser nomenat primer governador el 22 d'abril d'aquest últim any, però no va estar en exercici del poder sinó fins al 21 d'octubre de 1621, sent reemplaçat interinament en aquest període per Pedro Hurtado de Mendoza.

### Enemistats i influèncias polítiques
Irònicament el primer governador rioplatenc, Diego de Góngora, no va arribar va ordenar el seu arrest i la confiscació dels seus béns, això en concurs amb la xarxa de contraban dirigida pel sevillà Juan de Vergara i el portuguès Diego de Vega, amb qui Góngora tenia estreta aliança i tot abans de marxar d'Espanya i als que Hernandarias havia perseguit i expulsat de la ciutat. De fet, excloent a Hernandarias, gairebé tots els governadors de l'època van estar en major o menor grau compromesos amb el tràfic comercial il·legal o contraban.
Retirat a Santa Fe, quan en 1627 el nou governador Céspedes va intentar novament empresonar i donar mort a Juan de Vergara, però el mateix bisbe Pedro Carranza, cosí de Vergara, va forçar la presó i el va alliberar arribant a excomunicar el governador, el que va provocar que les tropes l'abandonessin. Céspedes va recórrer a Hernandarias, que va ser autoritzat per la Reial Audiència de Charcas, va viatjar des de Santa Fe a Buenos Aires per gestionar que el bisbe Carranza aixequés l'excomunió i va fer processar Vergara lluny de la diòcesi d'aquell.
Hernandarias va ser convocat novament davant posteriors disturbis, amb els qui va mantenir junt al respecte de part dels seus veïns i l'odi d'altres, la seva influència en la política local.

### Mort i donatius a la vídua
Hernando Arias de Saavedra va morir a la ciutat de Santa Fe, l'any 1634, als 70 anys, deixant tres filles. La seva vídua ja anciana, més coneguda com a Jerónima de Contreras, donaria el 5 d'octubre de 1642 la verge que es conserva al convent de Sant Francesc de la mateixa ciutat.

## Matrimoni i descendència
Hernando Arias de Saavedra es va unir en matrimoni a l'any 1582 amb Jerónima de Garay i Becerra Contreras (o simplement Jerònima de Contreras) (ca. 1564 - 1649), i amb qui va tenir tres filles:
- Jerònima de Saavedra (ca. 1584 - ca. 1643), qui va morir soltera.[nota 1][18][19]
- Isabel de Saavedra i Garay Becerra (n. ca. 1590),[18] qui es va casar amb el seu cosí matern Jerónimo Luis II de Cabrera y Garay.[19] Isabel i Jerónimo van tenir almenys quatre fills documentats:
  - Jerónimo Luis III de Cabrera y Saavedra.
  - Andrés de Cabrera Saavedra.
  - Francisco Luis de Cabrera Saavedra.
  - Juan de Cabrera Saavedra.
- Maria de Sanabria Saavedra i Garay (n. ca. 1596),[18][20] qui es va unir en matrimoni amb el governador de Chucuito Miguel Jerónimo Luis de Cabrera III y Villarroel.[21][22] Fruit del matrimoni de Maria i Miguel van néixer sis fills:
  - Juana de Cabrera y Sanabria Saavedra (n. 1622 - 1656).
  - Catalina de Cabrera y Sanabria Saavedra (n. ca. 1624), qui es va fer monja.
  - Pedro Luis de Cabrera y Sanabria Saavedra (n. ca. 1626).
  - Jerónima de Cabrera y Sanabria Saavedra (n. ca. 1628).
  - José de Cabrera y Sanabria Saavedra (n. ca. 1630).
  - María de Cabrera y Sanabria (n. ca. 1632).

## Introducció de ramat boví a la Banda Oriental
Després de recórrer el 1604 el territori actual de l'Uruguai durant uns sis mesos, es va dirigir a Buenos Aires, des d'on va comunicar a Felip III, rei d'Espanya, les observacions que va efectuar, descrivint les terres a l'est del riu Uruguai com molt bones i recomanant que fossin poblades amb bestiar que, considerava, en pocs anys prosperarien abundantment. Aquesta recomanació no va ser escoltada, però el 1610 el Rei va atorgar a Hernandarias en agraïment el títol de «Protector dels Naturals» juntament amb dues illes a l'aiguabarreig del riu Negro amb el riu Uruguai: les actuals illa de Lobos i illa Vizcaíno.
El 1611, seguint la recomanació que va remetre al Rei, Hernandarias va tornar a viatjar al que més tard seria la Banda Oriental, transportant un important ramat de bestiar boví que va alliberar a les seves illes, a banda i banda del braç Yaguarí del riu Negro. El 1617 va repetir l'operació amb altres cinquanta vedelles i alguns bous, i altres tants a l'illa Sant Gabriel. Aquest fet va donar origen, en part, al que va constituir una gran riquesa ramadera, l'explotació va ser una de les raons determinants dels importants processos històrics que van culminar en l'efectiva colonització de l'actual territori de l'Uruguai, que havia quedat despoblat per part dels espanyols.
En la historiografia clàssica, Hernandarias és considerat el pare de la ramaderia uruguaiana, encara que va existir un altre origen, potser més important encara, que van ser les vaqueries jesuïtes. Diversos autors (Assunçao, 1984; Barrios Pintos, 1983; Sala et al.,1968) coincideixen que cap el 1630 ja havien al nord del riu Negro, procedent de San Juan de Vera de las Siete Corrientes i les missions de Santa Teresa, Sant Miguel i Jesús Maria (a Rio Grande do Sul), i que el bestiar que va poblar de forma massiva el territori oriental i va donar origen a la Vaqueria de la Mar (entre les conques dels rius Tacuarí i Cebollatí) va provenir d'aquesta font i no de la ramaderia introduït per Hernandarias a la vora del riu Uruguai.
L'abundància del bestiar boví, que es va reproduir àmpliament a causa de les condicions favorables de les pastures del territori, va atreure pel nord les incursions dels portuguesos des del Brasil, així com l'establiment furtiu de campaments de faeneros, dedicats a obtenir el cuir, que era inicialment l'únic producte aprofitat d'aquest bestiar. També va determinar que els portuguesos fundessin posteriorment la San Juan de Vera de las Siete Corrientes, i que el govern espanyol decidís fundar Montevideo.